# 交響管弦楽のための音楽
交響管弦楽のための音楽（こうきょうかんげんがくのためのおんがく、Musica per Orchestra Sinfonica）は、芥川也寸志が1950年に作曲した管弦楽曲。演奏時間は約9分。

## 作曲の経緯等
NHK放送25周年記念事業の懸賞募集管弦楽曲応募作として作曲、1950年2月20日に完成された。審査の結果、團伊玖磨の交響曲第1番とともに特賞入賞し、作曲者の出世作となった。

## 初演
1950年3月21日に日比谷公会堂にて近衛秀麿指揮日本交響楽団により初演。なお、1955年に来日したシンフォニー・オブ・ジ・エアにより採り上げられ、後楽園球場でのNHK交響楽団との合同野外演奏の模様がニュース映画として残されている。

## 編成
- 木管楽器

ピッコロ、フルート2、オーボエ2、コーラングレ、クラリネット2、バスクラリネット、ファゴット2、コントラファゴット
- 金管楽器

ホルン4、トランペット3、トロンボーン3、チューバ
- 打楽器

ティンパニ、バスドラム、スネアドラム、シンバル
- ピアノ
- 弦楽器

弦五部

## 構成
二楽章構成。
第1楽章 Andantino
三部形式。スネアドラム、チェロ、ファゴットにより単調なリズムが刻まれる中、オーボエ、クラリネットが断片的だが軽妙な主題を奏し、これに弱音器付きのトランペットが応答する。続いて、ホルンに導かれてヴァイオリンが細かな動きの主題を奏する。中間部に入ると、コールアングレにより哀しげなメロディが奏され、徐々に他の楽器に広がる。やがて曲の冒頭の感じに戻り、同様に進行して終わる。第2楽章は続けて奏される。
第2楽章 Allegro
ロンド形式。おおまかな構成はA-B-A-C-B-A-C-B。シンバルの一撃後、トランペットとトロンボーンにA主題が強奏で現れ、続いて全楽器で奏される。B主題は木管で開始される軽妙なもの。再度A主題が低弦に登場、全合奏された後、三連音を含むC主題が弦楽器で奏される。B主題が続いて奏された後、A主題が弱音でトロンボーン、弦楽器に登場、急激に盛り上がり、変拍子も交えたクライマックスを形成する。全休止の後、低音によるC主題、B主題の順に登場、決然と終わる。